# UCD Bowl
UCD Bowl – stadion piłkarski w Dublinie, w Irlandii. Obiekt może pomieścić 3000 widzów. Swoje spotkania rozgrywa na nim drużyna UCD Dublin.